# Phagnalon rupestre
Phagnalon rupestre, Phagnalon des rochers
Espèce
Le Phagnalon rupestre ou Phagnalon des rochers (Phagnalon rupestre) est une espèce de plantes de la famille des Asteracées.